# Noel Charles O’Regan
Noel Charles O’Regan SMA (ur. 14 grudnia 1941 w Bishopstown) – irlandzki duchowny rzymskokatolicki posługujący w Zambii, w latach 2004-2010 biskup Ndola.

## Życiorys
Święcenia kapłańskie przyjął 18 grudnia 1967. 10 lipca 1995 został prekonizowany biskupem Solwezi. Sakrę biskupią otrzymał 10 grudnia 1995. 1 października 2004 został mianowany biskupem Ndola. 16 stycznia 2010 zrezygnował z urzędu.